# Fastback
Fastback est un type de carrosserie bicorps qui comporte une ligne de toit qui descend jusqu'à l'arrière de la voiture.

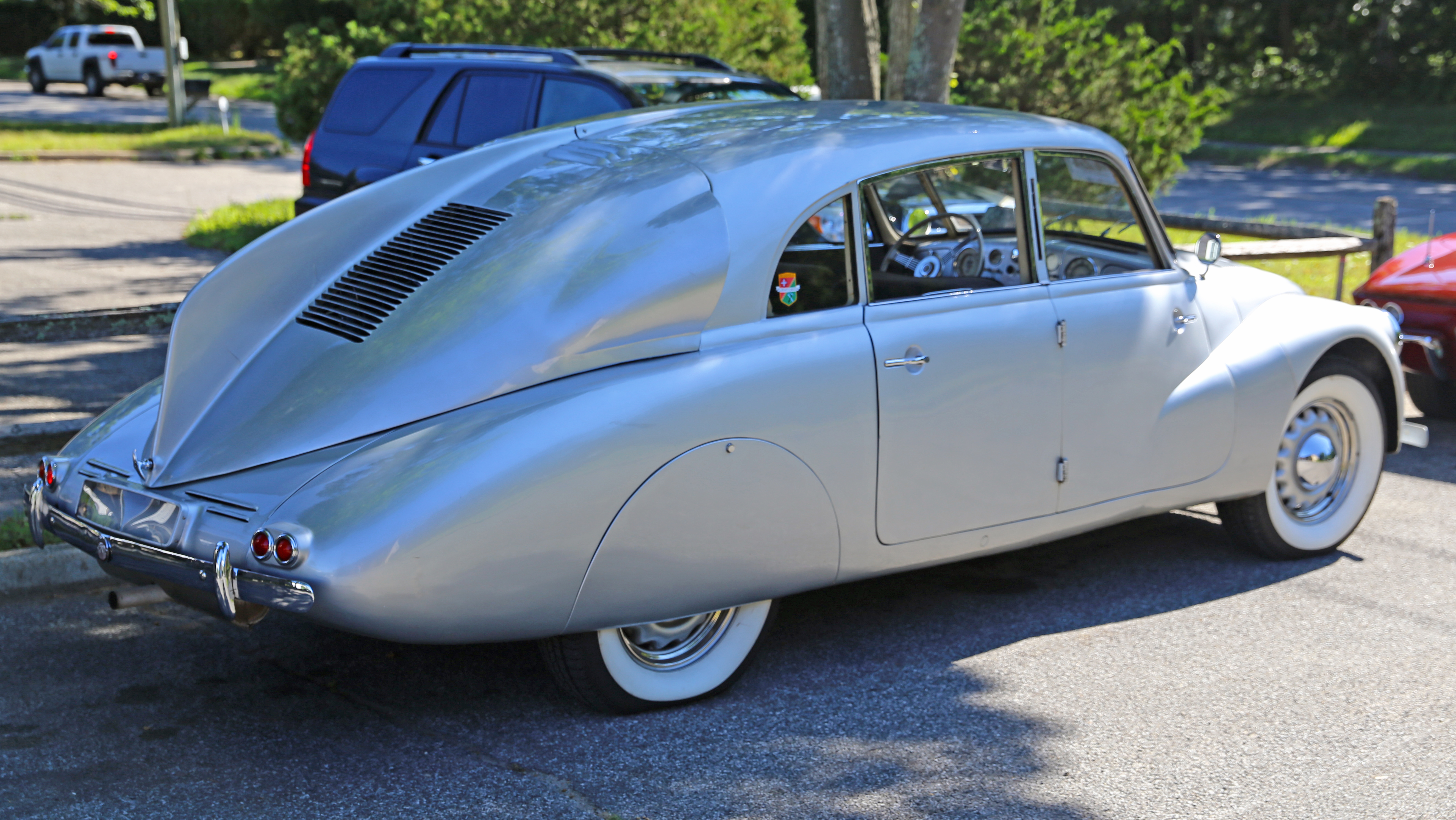
Tatra T-87 à aileron (1947).
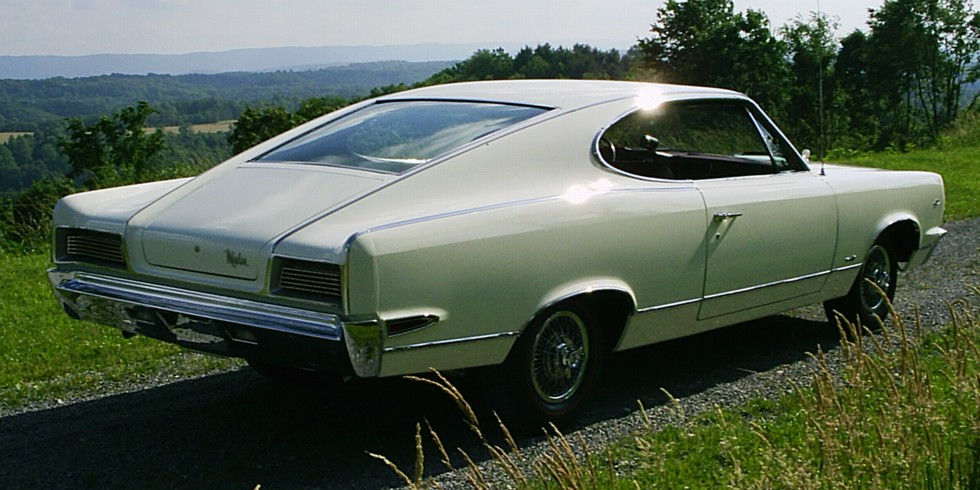
Rambler Marlin (en) 1967 à carrosserie « fastback ».
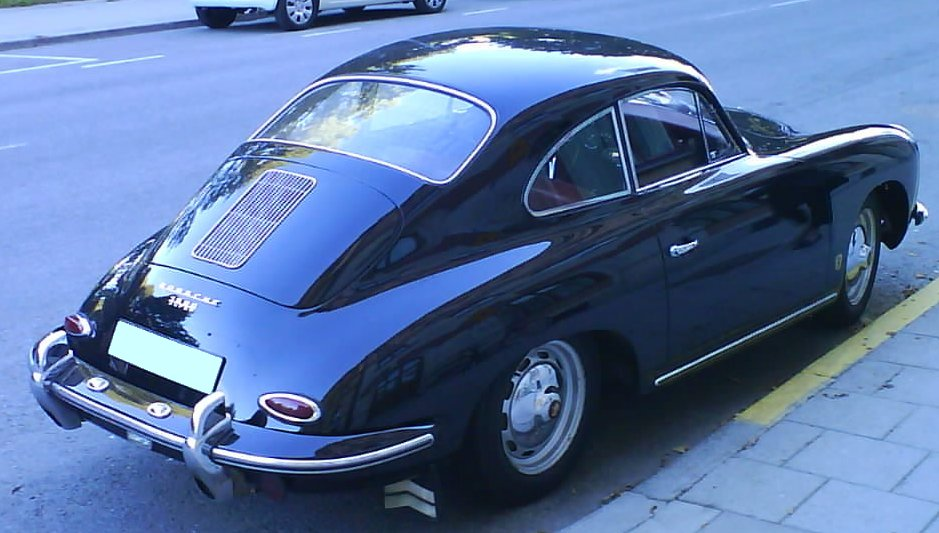
Porsche 356, un coupé « fastback » allemand de l'après-guerre.
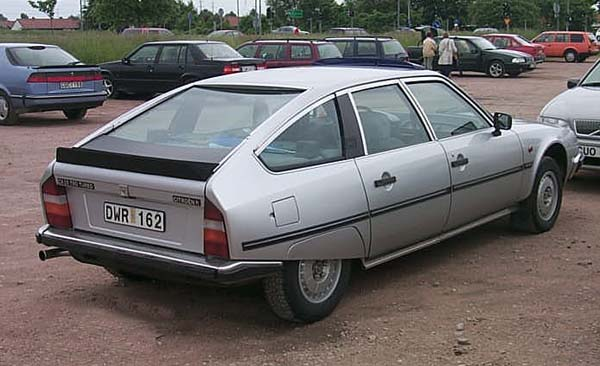
Citroën CX, à mi-chemin entre un « hatchback » et un « fastback ».